# Anna Bon di Venezia
Anna Lucia Bon di Venezia (vermoedelijk in Rusland, ca.1739 – onzeker: Venetië, na 1767) was een Italiaans componiste en klaveciniste. Zij was de dochter van de uit Bologna afkomstige artiest, librettist en scenograaf Girolamo Bon en de zangeres Rosa Ruvinetti Bon. Omdat haar ouders geïnvolveerd waren in de muziek reisden zij veel door Europa. 

## Levensloop
Bon di Venezia werd op 8 maart 1743 - op vierjarige leeftijd - als muziekleerling in het "Ospedale della Pietà" in Venetië als "figlia di spese" opgenomen. Zij kreeg les voor altviool en werd lid van het koor. Op 16-jarige leeftijd werd Anna tijdens een bezoek bij haar ouders aan het hof van Karel Willem Frederik van Brandenburg-Ansbach in Bayreuth tot Virtuosa di musica di camera benoemd. In hetzelfde jaar publiceert zij met haar Zes sonates voor dwarsfluit, cello en klavecimbel het opus 1. Binnen vier jaar (1756 tot 1759) publiceert zij in Neurenberg 18 sonates als op. 1 tot 3. De zes sonates (1757) voor klavecimbel op. 2 droeg zij op aan de hertogin Ernestina Augusta Sophie van Sachsen-Weimar-Eisenach, die gehuwd was met hertog Ernst Frederik III Karel van Saksen-Hildburghausen. De zes divertimenti (trio sonates) (1759) op. 3 droeg zij op aan Karel Theodoor van Beieren.
In 1762 vertrok de familie aan het hof van Nicolaas I Jozef Esterházy in Eisenstadt, waar Anna verbleef tot 1765. Bekend is nog, dat zij in 1767 samen met haar echtgenote, een zanger met de naam Mongeri, in Hildburghausen woonde.

## Composities

### Vocale muziek

#### Werken voor koor
- Offertorium, voor gemengd koor, 2 hobo's, 2 hoorns, 2 violen, altviool, cello, orgel en pauken

#### Liederen
- Aria, "Astra coeli", voor sopraan, 2 violen, altviool en basso continuo

### Kamermuziek
- 1756 Zes sonates voor dwarsfluit, cello en klavecimbel, op. 1
- 1759 Zes divertimenti (trio sonates) in G majeur, D majeur, d mineur, G majeur, C majeur en A majeur, voor twee dwarsfluiten en basso continuo, op. 3

### Werken voor klavecimbel
- 1757 Zes sonates, voor klavecimbel, op. 2